# Hungária
Hungária – nieistniejąca już węgierska rockowa grupa muzyczna. W latach 1985–1989 grupa występowała pod nazwą Modern Hungária.

## Historia
Zespół został założony w 1967 roku przez Miklósa Fenyő. W 1968 roku piosenka „Nem bújok én többé már a subába” zwyciężyła w konkursie „Ki mit tud?”. Pierwotnie w skład zespołu wchodzili Miklós Fenyő, Péter Csomós, László Klein, József Tóth, Péter Láng i Miklós Matlakovszky. W 1969 roku Kleina i Matlakovszkyego zastąpili Tamás Barta i Péter Sípos. W 1971 roku Barta odszedł do Locomotiv GT, a Csomós i Sípos do grupy Juventus. Wtedy do grupy wrócił Klein, przyszli także Gyula Fekete, Gábor Fekete i Antal Gábor Szűcs. W 1973 roku Szűcs i Gábor Fekete odeszli jednak do Skorpió. Nowymi członkami zespołu zostali więc Róbert Szikora i Zoltán Kékes, ponadto do zespołu wrócił Sípos. W 1980 roku Sípos opuścił zespół, ale do zespołu wrócił Gyula Fekete, a nowymi członkami Hungárii zostali Gábor Novai i wokalistka Mária Renczi (ps. Dolly). Dwa lata później z zespołu odszedł Szikora. Fenyő zatrudnił więc w zespole Bélę Tibora Jeszenszkyego (ps. Flipper Öcsi) i Gábora Zsoldosa (ps. Dedy). W 1983 roku zespół rozpadł się, a wszyscy jego członkowie z wyjątkiem Fenyő utworzyli zespół Dolly Roll.
Fenyő chciał jednak reaktywować zespół. W tym celu w 1985 roku założył zespół Modern Hungária, w którym grali jeszcze Attila Bodnár, Ilona Csordás (ps. Plexi) i Beatrix Jován (ps. Frutti). „Nowa” Hungária grała jednak zupełnie odmienny styl od „starej”, ponieważ dominującym stylem muzycznym w miejsce rocka został pop i disco. Modern Hungária rozpadła się w 1989 roku. W 1995 roku „stara” Hungária (w składzie z lat 1979–1982) zjednoczyła się, by udzielić koncertu.

## Dyskografia
- Koncert a Marson (1970)
- Tűzveszélyes (1971)
- Beatles láz (1977)
- Rock and Roll Party (1980)
- Hotel Menthol (1981)
- Aréna (1982)
- Finálé? (1983)
- Rég volt, így volt, igaz volt (1985)
- Van aki forrón szereti (1985)
- Szív, zene, szerelem (1986)
- Csók x csók (1987)
- Egyszer fenn, egyszer lenn (1988)
- Hungária Rock and Roll (1990) (kompilacja)
- Aranyalbum (1990) (kompilacja)
- Hungária válogatás (1994) (kompilacja)
- Ébredj fel Rockandrollia (1995)
- Micsoda buli! (1995) (album koncertowy)
- Kislemezek, rádiófelvételek (2002) (kompilacja)